# محوطه هانه خاتونان
محوطه هانه خاتونان مربوط به هزاره اول قبل از میلاد است و در شهرستان سقز، بخش زیویه، روستای تیلکو واقع شده و این اثر در تاریخ ۲۵ اسفند ۱۳۸۰ با شمارهٔ ثبت ۵۱۲۳ به‌عنوان یکی از آثار ملی ایران به ثبت رسیده است.